# Lenni Nouchi
Pour les articles homonymes, voir Nouchi.

a Compétitions nationales et continentales officielles uniquement.

b Matchs officiels uniquement.
Dernière mise à jour le 16 juillet 2024.
Lenni Nouchi, né le 24 novembre 2003, est un joueur international français de rugby à XV qui évolue principalement au poste de troisième ligne aile au sein de l'effectif du Montpellier Hérault Rugby en Top 14.
Il est le fils du rugbyman Samuel Nouchi.

## Biographie

### Jeunesse et formation
Lenni Nouchi est le fils du rugbyman Samuel Nouchi, c'est donc tout naturellement qu'il se tourne vers le rugby à XV, comme ses deux frères ainés auparavant.
Il commence sa formation à l'AS Béziers puis rejoint l'école de rugby de Servian-Boujan avant de revenir à Béziers. Avec ce club, il remporte en 2018, le Challenge Pierre-Gaudermen en catégorie cadets moins de 15 ans puis l'année suivante, la Coupe Pierre-Alamercery avec les cadets moins de 16 ans, face au SU Agen, dans un match où il est capitaine et inscrit deux essais. Il est notamment entraîné par son père à l'ASBH.
Par la suite, il rejoint le centre de formation du Montpellier HR en juin 2021,.

### Débuts de carrière et champion du monde junior (2022-2023)
Lenni Nouchi fait ses débuts professionnels en Top 14, le 8 octobre 2022, à Castres lors d'un match contre le Castres olympique. Il connaît ensuite sa première titularisation, en troisième ligne aile, un mois plus tard face au RC Toulon où ils s'imposent 26 à 16 à l'extérieur. Ensuite, il joue deux autres rencontres en tant que titulaire durant le mois de décembre.
En janvier 2023, il est retenu par l'équipe de France des moins de 20 ans pour participer au Tournoi des Six Nations des moins de 20 ans 2023. Dès la première journée, il est titularisé au poste de troisième ligne aile, durant la rencontre il écope d'un carton jaune mais son équipe parvient à s'imposer de justesse 28 à 27 contre l'Italie. Pour la deuxième journée, il est de nouveau titulaire en troisième ligne aile, durant la rencontre il marque un essai mais écope également d'un nouveau carton jaune et son équipe s'incline de seulement deux points face aux jeunes Irlandais. Lors de la troisième journée, il garde son statut de titulaire, en deuxième ligne cette fois, tout en étant notamment promu capitaine en l'absence de Nicolas Depoortère et d'Émilien Gailleton, il réalise une très bonne prestation en inscrivant un doublé et son équipe s'impose largement 54 à 12 face à l'Écosse. Il est titulaire en deuxième ligne pour les deux dernières rencontres et les français terminent la compétition à la seconde place,. Après la compétition, il est nommé comme l'une des révélations du Tournoi et comme un joueur prometteur à la suite de ses bonnes performances,.
De retour avec son club, il est régulièrement aligné par le staff héraultais. Il fait ses débuts en Champions Cup lors du huitième de finale face aux Exeter Chiefs où il inscrit son premier essai avec le MHR mais son équipe se fait éliminer de la compétition,,.
Début juin, il est de nouveau sélectionné avec les Bleuets, cette fois-ci pour participer au Championnat du monde junior où il est le capitaine de la sélection,. À la fin de la compétition, il est sacré champion du monde avec ses coéquipiers après avoir remporté largement la finale sur le score de 50 à 14 face aux Irlandais où il inscrit un essai et est l'auteur d'une bonne performance,. Au fil de la compétition, il forme une troisième ligne performante et complémentaire avec Oscar Jégou et Marko Gazzotti.

### Progression à Montpellier et premières capes en équipe de France (depuis 2024)
En janvier 2024, il est convoqué pour s'entraîner en équipe de France en vue de la première journée du Tournoi des Six Nations. Finalement, quelques jours plus tard, il est sélectionné dans le groupe définitif pour préparer la première journée contre l'Irlande. Il ne dispute toutefois aucun match dans la compétition. Début mars, étant nommé capitaine de son club pour la troisième fois de la saison, il inscrit un triplé décisif, ses trois premiers essais en Top 14, lors de la victoire 39 à 35 de son équipe sur le terrain d'Oyonnax Rugby. En mai 2024, il prolonge son contrat jusqu'en 2026 avec le Montpellier HR. En fin de saison, son club évite de justesse la relégation en s'imposant lors du barrage d'accession sur la pelouse du FC Grenoble, il est titulaire lors de cette rencontre. Au total, durant la saison 2023-2024, il dispute dix-neuf rencontres avec son club, dont onze comme titulaire.
À l'issue de la saison 2023-2024, au mois de juin, il est de nouveau retenu en équipe de France dans une liste de trente-deux joueurs pour préparer la tournée d'été en Argentine. Cette liste est marquée par l'absence des cadres habituels et la présence de nombreux joueurs sans sélections. Il honore sa première cape lors du premier match de la tournée face à l'Argentine, étant titulaire de dernière minute après le forfait de Judicaël Cancoriet. Une semaine plus tard, il est de nouveau titularisé contre le même adversaire et réalise une bonne performance avec un total de vingt-cinq plaquages réussis sur vingt-six tentés.

## Statistiques internationales
Au 16 juillet 2024, Lenni Nouchi compte 2 capes en équipe de France, dont 2 en tant que titulaire, depuis le 6 juillet 2024 contre l'Argentine.
| Année | Compétition | Matchs | Points | Essais |
| ----- | ----------- | ------ | ------ | ------ |
| 2024  | Test matchs | 2      | -      | -      |
| Total | Total       | 2      | 0      | 0      |

## Palmarès

### En club
- Vainqueur du Challenge Pierre-Gaudermen en 2018 avec l'équipe des moins de 15 ans de l'AS Béziers[6]
- Vainqueur de la Coupe Pierre-Alamercery en 2019 avec l'équipe des moins de 16 ans de l'AS Béziers[6]

### En équipe nationale
- Vainqueur du Championnat du monde junior en 2023 avec l'équipe de France des moins de 20 ans.